# Táuridas
Las Táuridas son una lluvia de meteoritos anual asociada con el cometa 2P/Encke. Las Táuridas son en realidad dos lluvias de meteoritos separadas, divididas en lluvias de meteoritos del sur y del norte. Las Táuridas del Sur se originan en el cometa Encke, mientras que las Táuridas del Norte se originan en el asteroide 2004 TG10, que puede ser un gran fragmento del cometa Encke debido a sus parámetros orbitales similares.Reciben su nombre del punto prominente de la constelación de Tauro desde donde se pueden ver en el cielo. Debido a que aparecen a finales de octubre y principios de noviembre, también se les conoce como meteoroides de Halloween. Debido a que 2P/Encke es un cometa de período corto, estos meteoros tienen la velocidad de impacto más lenta de cualquier lluvia de meteoritos anual conocida.
Se cree que el cometa Encke y el complejo Táurida son restos de un cometa interrumpido de clase 40 km de hace unos 10.000 años, que se rompió en varios pedazos y liberó material por la coma normal, pérdida de masa a través del efecto YORP hacia arriba, u ocasionalmente por encuentros cercanos con la fuerza de marea de la Tierra u otros planetas (Fred Lawrence Whipple, 1940; Klačka, 1999). En total, esta lluvia de meteoros es la más grande del Sistema Solar interior. Dado que la corriente está bastante dispersa en el espacio, la Tierra tarda varias semanas en atravesarla, lo que provoca un período prolongado de actividad de meteoritos, en comparación con los períodos de actividad mucho más breves de otras lluvias. Las Táuridas también están formadas por un material más pesado, canto rodado en lugar de granos de polvo. Las lluvias diurnas están activas de mayo a julio (Beta Táuridas y Zeta Perseidas), mientras que las lluvias nocturnas están activas de septiembre a diciembre.

## Apariencia
Normalmente, las Táuridas aparecen a un ritmo de aproximadamente 5 por hora, moviéndose lentamente a través del cielo a aproximadamente 28 kilómetros por segundo (17 millas/s), o 100,800 kilómetros por hora (65.000 mph).  Si son más grandes que un guijarro, estos meteoros pueden convertirse en bólidos tan brillantes como la Luna y dejar rastros de humo. 
Debido a las perturbaciones gravitacionales de los planetas, especialmente Júpiter, las Táuridas se han extendido con el tiempo, permitiendo que segmentos separados denominados Táuridas del Norte (NTA) y Táuridas del Sur (STA) se vuelvan observables. Las Táuridas del Sur están activas aproximadamente del 23 de septiembre al 8 de diciembre, mientras que las Táuridas del Norte están activas aproximadamente del 13 de octubre al 2 de diciembre. Básicamente, se trata de dos secciones transversales de una única, amplia y continua corriente en el espacio. Las Beta Táuridas y Zeta Perseidas, encontradas por la Tierra en junio/julio, también son secciones transversales de la corriente que se acerca desde el lado diurno de la Tierra y, como tal, no se pueden observar visualmente en la forma en que el Norte (nocturno) y el de Las Táuridas del Sur de octubre/noviembre pueden. Los astrónomos Duncan Steel y Bill Napier incluso sugieren que las Beta Táuridas podrían ser la causa del bólido de Tunguska del 30 de junio de 1908.
En 1962 y 1963, la sonda Mars 1 registró el impacto de un micrometeorito cada dos minutos en altitudes que oscilaban entre 6000 a 40 000 km (3728,2 a 24 854,9 mi) desde la superficie de la Tierra debido a la lluvia de meteoros Táuridas, y también registró densidades similares a distancias de 20 a 40 millones de kilómetros de la Tierra.
La corriente de las Táuridas tiene un ciclo de actividad que alcanza su punto máximo aproximadamente cada 2500 a 3000 años, cuando el núcleo de la corriente pasa más cerca de la Tierra y produce lluvias más intensas. De hecho, debido a las "ramas" separadas (noche en una parte del año y día en otra; y Norte/Sur en cada caso) hay dos picos (posiblemente superpuestos) separados por unos pocos siglos, cada 3000 años. El próximo pico se espera alrededor del año 3000 d. C.
Las Táuridas también tienen picos más frecuentes que pueden resultar de una mayor concentración de material en la corriente, que sólo encuentra la Tierra durante algunos pasos.

## Bolas de fuego
En Polonia en 1995, las cámaras de todo el cielo captaron imágenes de un bólido Táurido de magnitud absoluta –17, que se estimó en 900 kg y quizás un metro de diámetro.
En 1993, se predijo que habría un enjambre de actividad en 2005.  Alrededor de Halloween en 2005, se presenciaron muchas bolas de fuego que afectaron la visión nocturna de las personas. Los astrónomos han empezado a llamarlas "bolas de fuego de Halloween". Durante la lluvia de meteoritos de las Táuridas del Sur en 2013, se observaron avistamientos de bolas de fuego sobre el sur de California, Arizona, Nevada y Utah. Un estudio de 2021 realizado por Ignacio Ferrín y Vincenzo Orofino catalogó 88 probables miembros del enjambre y mostró que muchos, como el grupo (2212) Hefesto y el grupo 169P/NEAT, exhiben actividad cometaria.

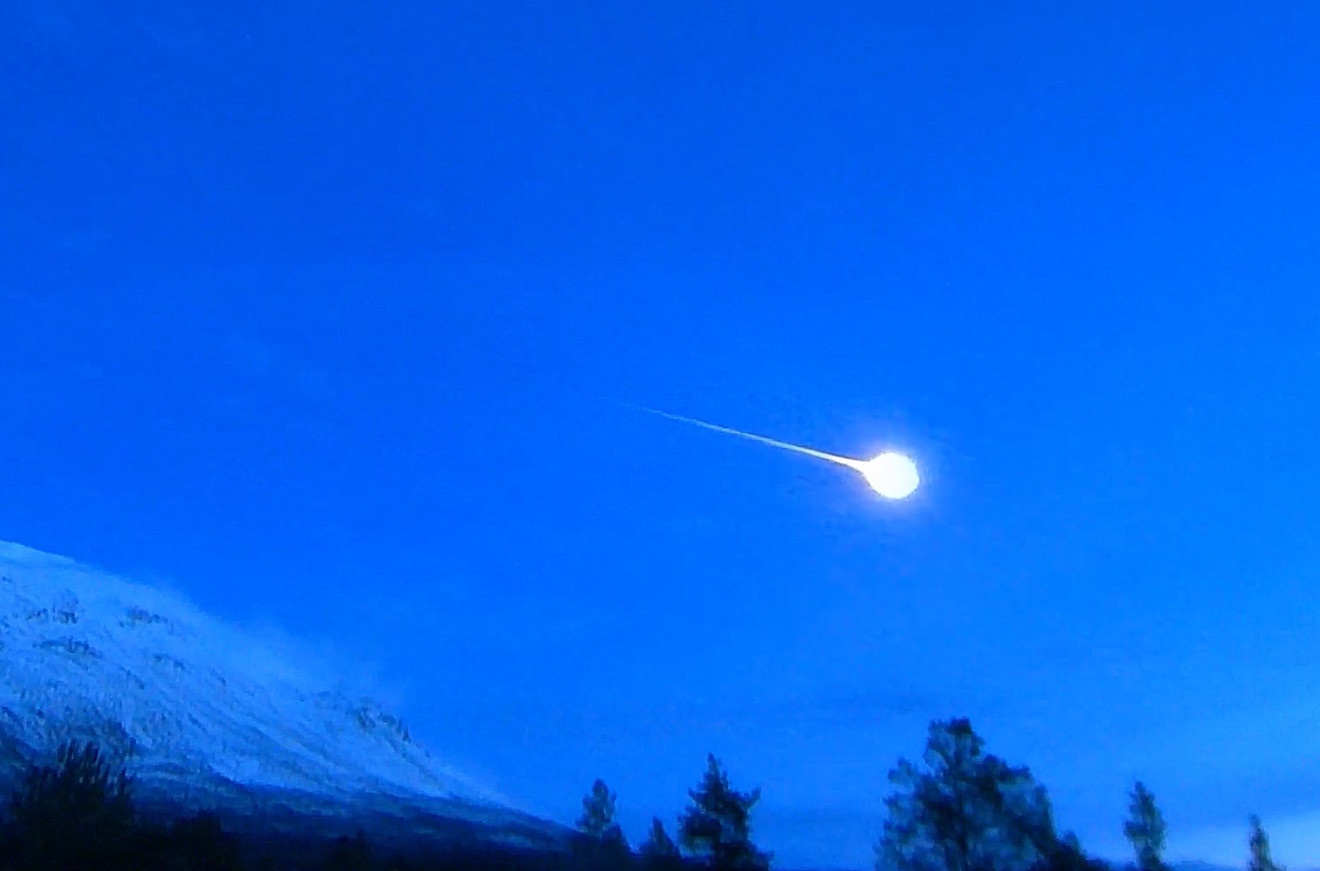
Bólido de las Táuridas del Norte fotografiado desde Skibotn, Noruega, el 4 de diciembre de 2020 a las 14:30 CET.

El 11 de noviembre de 2019, se vio una bola de fuego de Táuridas sobre San Luis, Misuri.

## Impacto de un meteorito en la Luna
Un breve destello de luz de un impacto lunar fue registrado por el científico de la NASA Rob Suggs y el astrónomo Bill Cooke el 7 de noviembre de 2005, mientras probaban un nuevo telescopio de 250 milímetros (10 en) y cámara de video que habían construido para monitorear la Luna en busca de impactos de meteoritos. Después de consultar las cartas estelares, concluyeron que el cuerpo del impacto probablemente era parte de la lluvia de meteoros Táuridas. Este puede ser el primer registro fotográfico de un ataque de este tipo, que algunos testigos afirman haber observado visualmente en raras ocasiones.